# Opperfrankisch
Het Opperfrankisch (Hoogfrankisch) is de feitelijk niet gerechtvaardigde verzamelnaam voor alle Duitse dialecten die onder de Spierse linie liggen. Ze hebben grote verschillen. Deze dialecten zijn gesitueerd in het zuidoostelijk deel van het Duits taalgebied en vormen een overgangsfase tussen het Middelduits en het Opperduits. De Opperfrankische dialecten hebben in de loop van de tijd sterke invloeden van de Opperduitse dialecten Beiers en Alemannisch ondergaan. Ze zijn het Oostfrankisch (in Oost-Hessen, West-Thüringen en Noord-Beieren) en het Zuid-Frankisch (in noordelijk Baden-Württemberg). Het Standaardduits is mede gebaseerd op het Oostfrankisch.